# Willen (Wittmund)
Willen ist ein Ortsteil der Stadt Wittmund des gleichnamigen Landkreises Wittmund in Niedersachsen.

## Name
Das Ostfriesische Urkundenbuch kennt bereits für das Jahr 1124 eine Ortschaft namens Wellin, die mit dem heutigen Wittmunder Stadtteil identisch sein könnte. Wylem lautet der Ortsname 1473 und für 1473 findet sich in einer Urkunde der Eintrag to Wyllen. Die heutige Schreibweise Willen ist seit 1684 belegt. Etymologisch geht der Ortsname vermutlich auf eine Verbindung des Rufnamens Wil(l)o mit heim zurück. Die Bedeutung wäre also das Heim bzw. das Zuhause des Wil(l)o.

## Geographie

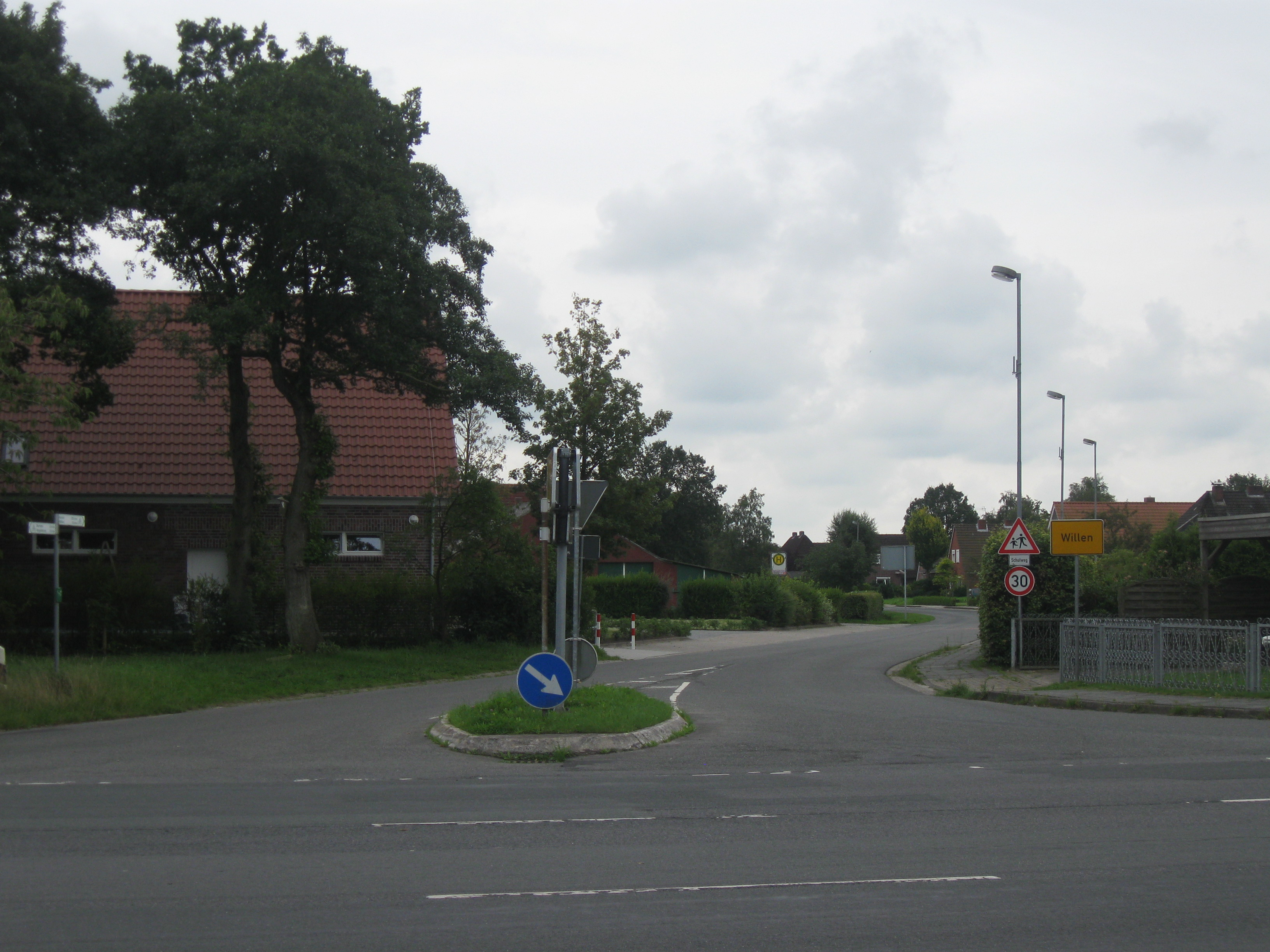
Der Ortseingang von Willen

Die Ortschaft Willen ist etwa zwei Kilometer westlich des Stadtkerns von Wittmund der Ort auf dem ostfriesischen Geestrücken gelegen. Auch Geschiebelehme und Tone sind südlich des Ortes anzutreffen. Geprägt war der Ort lange Zeit durch die ehemals bestimmenden nährstoffarmen Heidelandschaften. Die Fläche des Ortsteils sowie der ehemaligen Gemeinde Willen beträgt 15,09 km².
Willen gliedert sich in die Gemarkungen Poggenkrug, Neuenhaus, Updorf, Angelsburg, Kreyenburg, Tannenkamp, Hohehahn und Lehmkuhlen. Im Norden von Tannenkamp befindet sich auch das Naturschutzgebiet Hohehahn.
Südlich von Willen fließt die Harle mit ihren Nebenflüssen Richtung Wittmund.
| Fluss                | Länge (max.) in km | Länge in Willen (Wittmund) in km | Einzugs- gebiet gesamt in km² | Einzugs- gebiet<> Willen/> in km² | Quelle                  | Mündung                |
| -------------------- | ------------------ | -------------------------------- | ----------------------------- | --------------------------------- | ----------------------- | ---------------------- |
| Harle                | 20                 | 1.5                              | 30                            | 1                                 | südlich von Willen      | Harlesiel              |
| Norder Tief (Harle)  | 12,7               | 1                                | 2                             | 0,5                               | Spekendorf              | südlich von Willen     |
| Süder Tief (Harle)   | 9,5                | 0,5                              | 2                             | 0,5                               | Kallrunge (Friedeburg)  | südlich von Willen     |
| Uthörner Leide       | 5,9                | 0,1                              | 1                             | 0,05                              | westlich von Hovel      | südlich von Willen     |
| Zuggraben Hohebier   | 3,1                | 0,1                              | 0,5                           | 0,05                              | Updorf                  | Menkenfeld             |
| Masilkenschloot      | 2,2                | 2,2                              | 0,5                           | 0,5                               | Updorf                  | südlich von Lehmkuhlen |
| Sichterschloot       | 2,0                | 2,0                              | 0,5                           | 0,5                               | nördlich von Lehmkuhlen | südlich von Neuenhaus  |
| Tannenkampsschloot   | 1,5                | 1,5                              | 0,5                           | 0,5                               | Tannenkamp              | südlich von Poggenkrug |
| Lehmkuhlenschloot    | 1,2                | 1,2                              | 0,5                           | 0,5                               | Leegeroarf              | östlich von Lehmkuhlen |
| Zuggraben Angelsburg | 0,826              | 0,826                            | 0,5                           | 0,5                               | östlich von Angelsburg  | westlich von Wittmund  |
| Poggenkruger Leide   | 0,75               | 0,75                             | 0,3                           | 0,3                               | westlich von Poggenkrug | südlich von Poggenkrug |
| Hohmschloot          | 0,706              | 0,706                            | 0,2                           | 0,2                               | Lehmkuhlen              | südlich von Lehmkuhlen |
| Heglitzer Zuggraben  | 0,65               | 0,4                              | 0,1                           | 0,08                              | nördlich von Heglitz    | Poggenkrug             |
| Leegewarfsschloot    | 0,57               | 0,57                             | 0,1                           | 0,1                               | Leegeroarf              | Leegeroarf             |
| Töpperschloot        | 0,424              | 0,424                            | 0,1                           | 0,1                               | Poggenkrug              | Poggenkrug             |
| Nordgraben           | 0,318              | 0,318                            | 0,1                           | 0,1                               | westlich von Updorf     | westlich von Updorf    |

## Geschichte

### Von der ersten Erwähnung bis zur Landgemeinde (1473–1862)

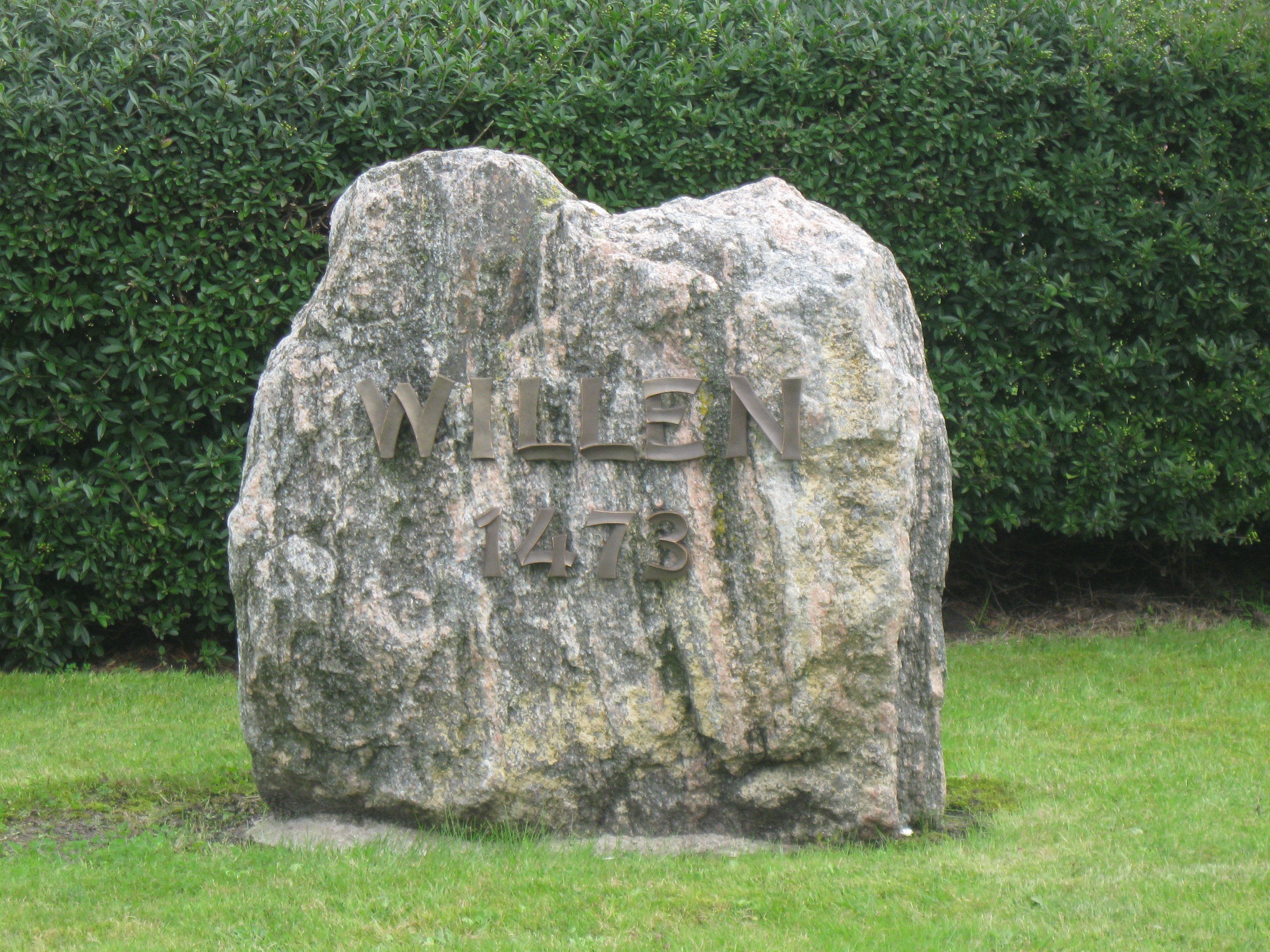
Der Gründungsstein zwischen dem „Brink“ und dem „Alten Postweg“

Willen ist kein typisches ostfriesisches Kirchdorf, da ein Gotteshaus fehlt. Im Jahre 1473 wird es erstmals urkundlich erwähnt. Bereits 1612 wird Willen aber schon im Zusammenhang mit Holzlieferungen aus dem Ammerland genannt. 1730 wurden die Dörfer Willen, Updorf, Poggenkrug und Neuhaus bereits auf Karten erfasst. Die erste Grundschule aus Holz wurde 1709 am „Alten Postweg“ errichtet. In der zweiten Hälfte des 18. Jahrhunderts wurden auf Befehl des preußischen Königs Friedrich des Großen die meisten Sümpfe Willens und Umgebung trockengelegt und zum Torf- und Lehmabbau genutzt (daher auch der Name des Weilers „Lehmkuhlen“) sowie die Bepflanzung der im Norden gelegenen Heide zum Wittmunder Wald begonnen. Dadurch wurde der Handel sowie das Reisen schneller und sicherer. Im Jahr 1804 wird der Ort als Groß-Willen bezeichnet. Auf der Karte von 1805 sind sowohl Groß-Willen, als auch Klein-Willen namentlich festgehalten. 1820 erhielt Willen einen „Bauernmeister“ und in diesem Zuge eine gewisse Unabhängigkeit von Wittmund. Die im Winter 1800 stark beschädigte Grundschule wurde 1814 durch eine neue wiederum aus Holz gebaute Schule ersetzt. Als sie 1849 ein Sturm zerstörte, wurde sie durch eine dritte ersetzt. Diese Holzschule bestand aus 2 Etagen mit 2 Klassenräumen, einer Toilette und einem Waschbecken. Die Gemeinde Groß-Willen wurde 1842 gegründet und erhielt damit ihre Unabhängigkeit von Wittmund.

### Willen als Gemeinde (1862–1945)

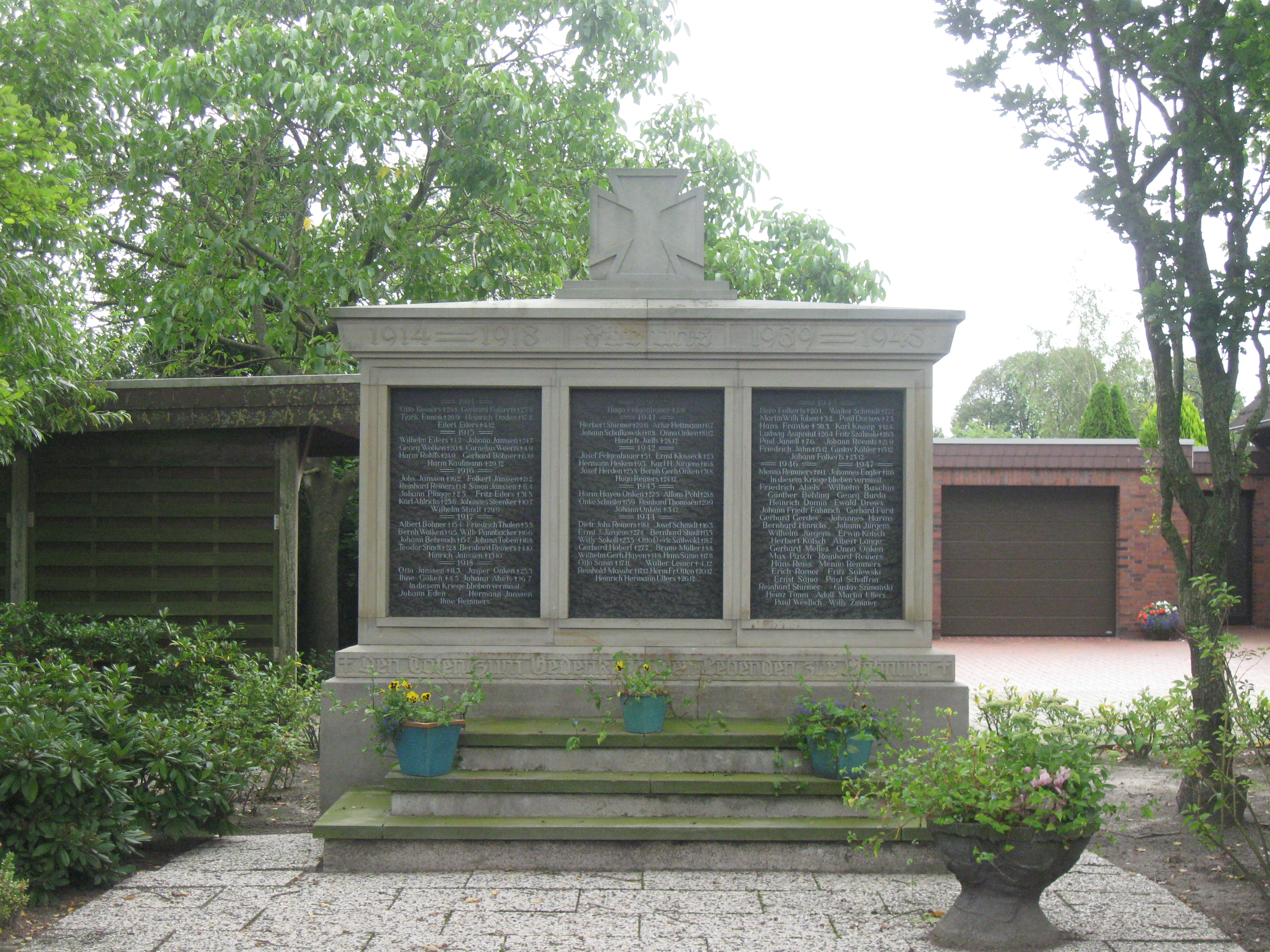
Das Denkmal für die Gefallenen der beiden Weltkriege am „Brink“

1862 wurden die Gemeinden Groß-Willen und Updorf zur Landgemeinde Willen vereinigt. 1896 zählten Updorf und Willen 580 Einwohner. In Willen wurde die Haltestelle der Kreisbahn Leer-Aurich-Wittmund „Willen“ im Jahr 1899 eingeweiht. Im Herbst 1901 brach an der Schule die Diphtherie aus und wurde geschlossen, am 15. Februar 1902 wieder eröffnet. Während der Krankheitswelle starben 5 Kinder. 1911 vernichtete ein Großbrand im „Wittmunder Wald“ 2400 Hektar Wald, was 80 % der Gesamtfläche entspricht. Die Raiffeisengenossenschaft Willen wurde 1919 gegründet. Ein Bürgermeister wurde 1933 eingesetzt. 1939 erhielt der Ort eine Poststation. Für die Gefallenen der beiden Weltkriege wurde 1945 ein Ehrenmal errichtet, das 1951 erneuert wurde.

### Nachkriegszeit und „Goldene Zeit“ (1945–1972)
In den Jahren 1945 bis 1947 verdoppelte ein Flüchtlingsstrom aus den Ostgebieten die Bevölkerung. Die Willener Polizei wurde 1946 errichtet und 1962 der Kontrolle Wittmunds unterstellt. Der Bevölkerungszuwachs von 1946 bis 1949 führte dazu, dass die Schule als Unterkunftsgebäude genutzt wurde. Die Schüler mussten in einer kleinen Holzhütte im Wittmunder Wald unterrichtet werden. bei denen nur 10 % (21) der schulpflichtigen Kinder aufgenommen werden. Die Grundsteinlegung der vierten Schule aus Stein fand am 4. Juli 1950 statt. Die Kreisbahn Leer–Aurich–Wittmund wurde 1962 stillgelegt.

### Stadtteil Willen (seit 1972)
Am 16. August 1972 wurde Willen in die Kreisstadt Wittmund eingegliedert. Die Grundschule Willen trat 1977 der Finkenburgschule Wittmund bei. 1978/79 war der Willener Eiswinter, 1979 das erste Erntefest mit dem ersten Erntepaar. Die Poststation wurde 1982 geschlossen und 1992 die Raiffeisengenossenschaft Willen aufgrund der Fusion mit der Raiffeisengenossenschaft Wittmund. Im selben Jahr wurde der Bürger- und Heimatverein Willen e. V. gegründet. Das Grundschulgebäude ist im Jahr 2010 saniert und erweitert worden.

### Einwohnerentwicklung
Die in Klammern stehende Zahl zeigt die Bevölkerung von Willen an, wie er bis 1862 aus den Dörfern Willen, Lehmkuhlen, Poggenkrug, Tannenkamp, Angelsburg und Legeograf, aber noch ohne Updorf bestand. Stand ist jeweils der 31. Dezember.
| Jahr | Einwohnerzahl |
| ---- | ------------- |
| 1820 | 369 (195)     |
| 1830 | 421 (298)     |
| 1840 | 490 (335)     |
| 1850 | 542 (379)     |
| 1860 | 614 (447)     |
| 1870 | 586           |

| Jahr | Einwohnerzahl |
| ---- | ------------- |
| 1880 | 568           |
| 1890 | 570           |
| 1900 | 581           |
| 1910 | 607           |
| 1920 | 585           |
| 1930 | 607           |

| Jahr | Einwohnerzahl |
| ---- | ------------- |
| 1940 | 839           |
| 1950 | 1281          |
| 1960 | 1062          |
| 1961 | 1017          |
| 1970 | 1134          |
| 1980 | 1136          |

| Jahr | Einwohnerzahl |
| ---- | ------------- |
| 1990 | 1228          |
| 2000 | 1357          |
| 2010 | 1612          |

Von den ersten Zähljahren stieg die Bevölkerung Willens konstant an. Der Höhepunkt lag vorerst im Jahr 1860 bei 614 Einwohnern. Ab dann wanderten viele Wittmunder in die USA aus und die Einwohnerzahl Willens blieb bis zum Jahr 1930 nahezu konstant. In der Zeit des Nationalsozialismus (1933–1945) begann ein radikaler Bevölkerungsaufschwung, der bis 1950 zu einer Verdoppelung der Bevölkerung führte. Grund dieses Aufschwungs war der Vertriebenenstrom aus den verlorenen Ostgebieten des Deutschen Reiches (Schlesien, Pommern und Ostpreußen). Danach fiel die Einwohnerzahl auf 1017 im Jahr 1961 zurück, seitdem stieg sie konstant an. Seit 1990 steigt sie wesentlich stärker an. 2010 zählte der Stadtteil 1612 Einwohner.

## Politik
Die in Klammern stehenden Jahre zeigen jeweils die Amtszeit an.

### Bauernmeister
- Johann Harms Juilfs (1820–1842)

### Gemeindevorsteher
- A. Hinrich (1842–1843)
- J. O. Janssen von Updorf (1843–1848)
- D. H. Dirks (1848–1850)
- Bernhard R. Stind (1850–1853)
- S. H. Coordes (1853–1862)

### Landgemeindevorsteher
- S. H. Coordes (1862–1868)
- Johann Jacob Wilms (1868–1873)
- Willm E. Wilms (1873–1877)
- J. B. Kleihbauer (1877–1895)
- Harm Onken (1895–1920)
- Reinhard Onken (1920–1933)

### Bürgermeister
- Hermann Heyken (1933–1940)
- Wilhelm Janssen (1940–1942)
- Heinrich Dirks (1942–1947)
- Folkert Göcken (1947–1949)
- Bernhard Reuß (1949–1950)
- Folkert Göcken (1950–1951)
- Bernhard Reuß (1951–1952)
- Wilhelm Schelken (1952–1972)

### Ortsvorsteher
- Georg Toben (1972–1986)
- Harry Weiß (1986–1994)
- Werner Müller (1994–2003)
- Ralf Erdmann (2003–2017)
- Sven Glowalla (seit 2017)

## Verkehr
Im Norden Willens befindet sich die Bundesstraße 210, die von Wilhelmshaven nach Emden führt und in die Bundesautobahn 31 mündet. Einmal am Tag verkehrt auch eine VEJ-Buslinie, die bis zum Wittmunder Marktplatz fährt.

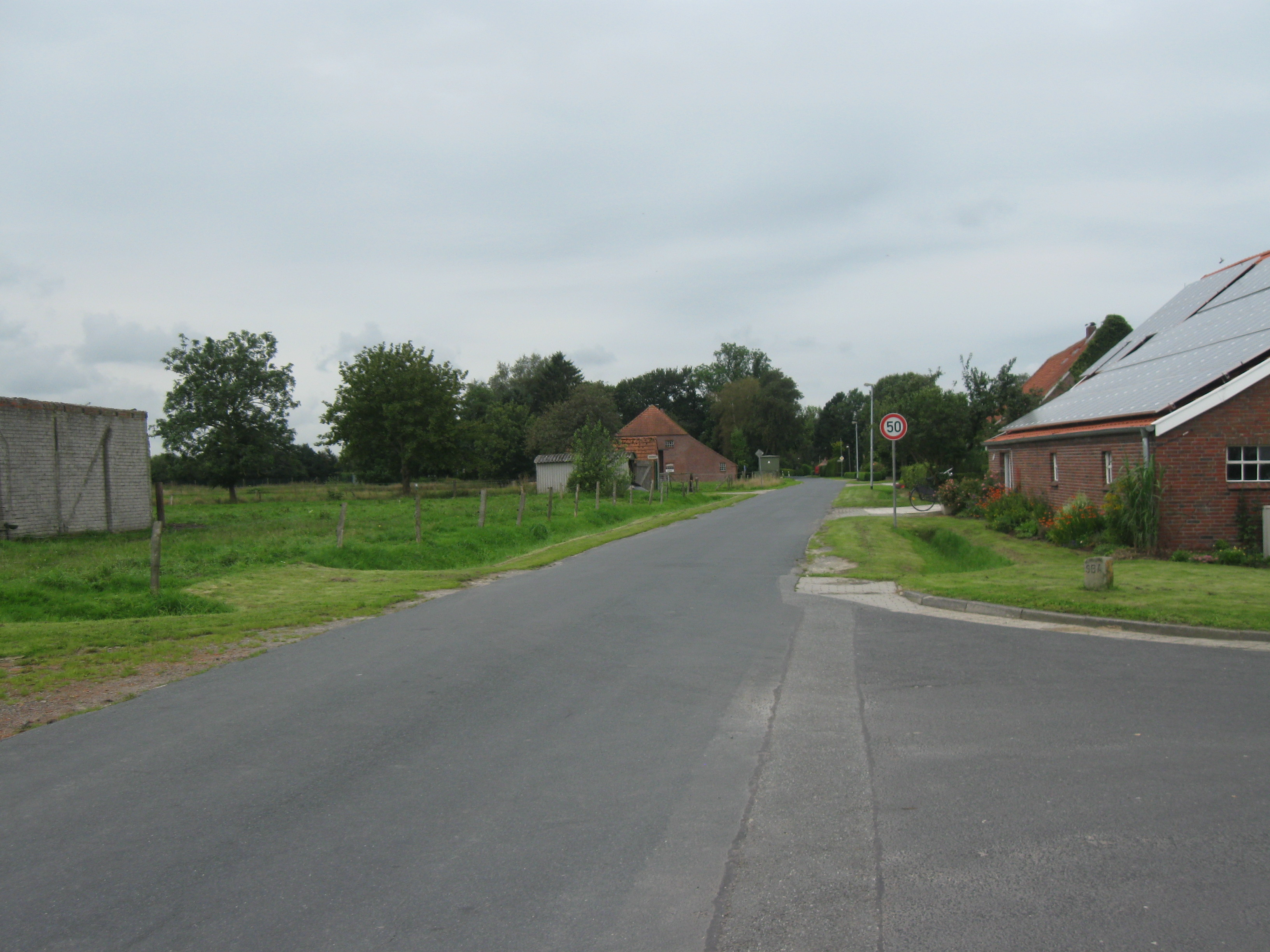
Der „Alte Postweg“ in Willen

Die alte Postweglinie führte von Wittmund über Willen nach Ardorf und weiter nach Osten. Auch die Kleinbahn Leer–Aurich–Wittmund hatte in Willen eine Haltestelle. Die Straßenbezeichnung „Heidlandsweg“ im Ort weist noch heute auf diese Zeit hin.

## Bildung
Willen verfügt seit 1709 über eine Grundschule, die zur Finkenburgschule Wittmund gehört.

## Wirtschaft
Im Zusammenhang mit dem Aufforstungsprogramm Ende des 19. Jahrhunderts entstand auch der Wittmunder Wald, der den nördlichen Ortsteil Willens abgrenzt. Das Ausflugslokal und Hotel „Hof von Hannover“ diente den Reisenden als Treffpunkt, die die Chaussee von Wittmund nach Aurich nutzten. Ansonsten war der Ort landwirtschaftlich geprägt. Noch heute sind in Willen landwirtschaftliche Vollerwerbshöfe zu verzeichnen.
Der Ort partizipiert von seiner Nähe zu Wittmund, was insbesondere im Bereich Bebauung festzustellen ist. Neue Baugebiete erschließen sich in Richtung Wittmund. Die einzügige Grundschule gehört organisatorisch zur Finkenburgschule Wittmund. Am alten Postweg zeigt der Ort noch seinen urtümlichen, bäuerlichen Charakter.

## Persönlichkeiten
- Manfred Bettinger (eigentlich Manfred Hinrichs, * 1954 in Willen), Schauspieler, Autor und Dramaturg